# Nuxis
Nuxis là một đô thị ở tỉnh Sud Sardegna trong vùng Sardinia, có cự ly khoảng 35 km về phía tây của Cagliari và khoảng 20 km về phía đông của Carbonia. Tại thời điểm ngày 31 tháng 12 năm 2004, đô thị này có dân số 1.719 người và diện tích là 61,5 km².
Nuxis giáp các đô thị: Assemini, Narcao, Santadi, Siliqua, Villaperuccio.